# Traité de Paris (8 et 10 octobre 1801)
Pour les articles homonymes, voir Traité de Paris.
Le traité de Paris du 8 octobre 1801 est un traité signé entre la France et la Russie mettant fin aux hostilités dans le cadre de la guerre de la deuxième coalition. La France abandonne les îles Ioniennes et promet de respecter l'intégrité du royaume de Naples
Deux jours plus tard, le 10 octobre, une convention secrète est signée entre Talleyrand et l'ambassadeur russe, le comte de Markoff. Elle prévoit la médiation des deux puissances en ce qui concerne les indemnisations des États allemands dans le cadre du traité de Lunéville.